# شيكا فوفانا
شيكا سوري فوفانا (بالإنجليزية: Sheka Fofanah)‏ (مواليد 2 يناير 1998) هو لاعب كرة قدم سيراليوني .
لعب سابقاً في نادي فايله ونادي يابلونتس ونادي المريخ والنصر العماني ونادي الميناء ونادي الجندل .

## روابط خارجية
شيكا فوفانا على موقع قاعدة بيانات كرة القدم.إي يو (الإنجليزية)
- شيكا فوفانا على موقع ناشيونال فوتبول تيمز (الإنجليزية)
- شيكا فوفانا على موقع Soccerway.com (الإنجليزية)